# 신이루

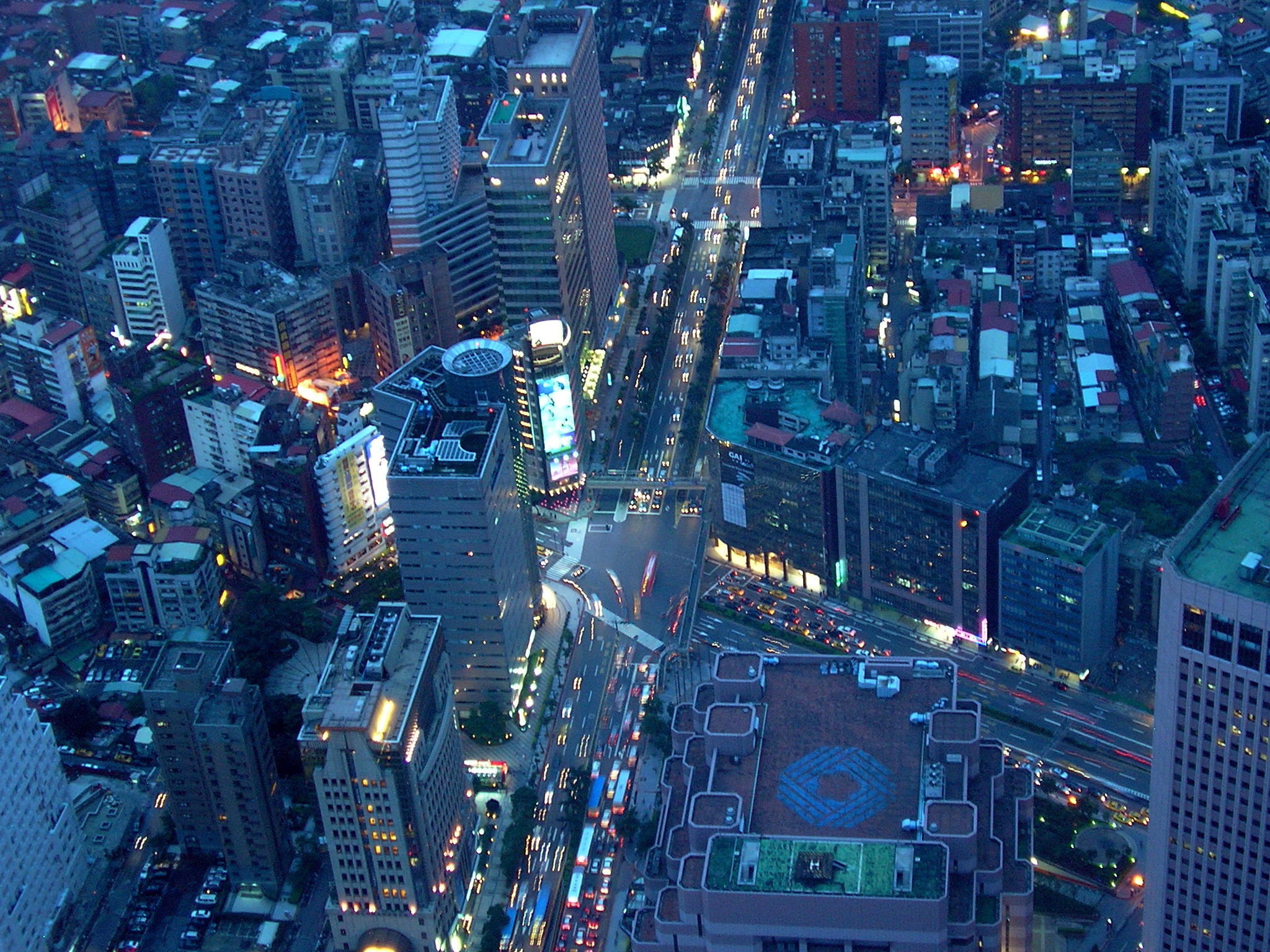
신이루

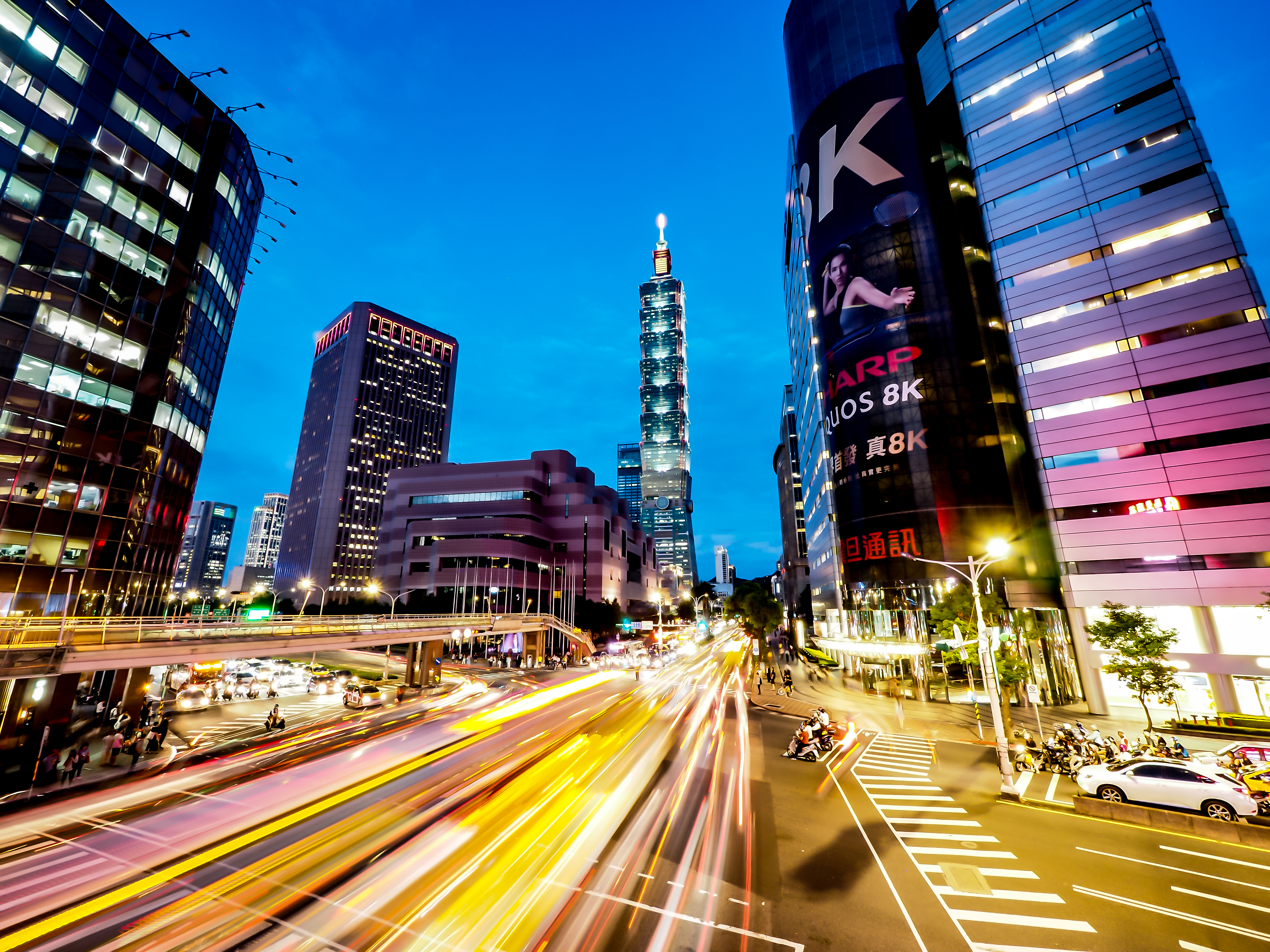
신이루

신이루(信義路)는 타이베이시에 있는 거리이다.